# Yan Mingyong
Yan Mingyong (chiń. 严明勇; ur. 24 marca 1985) – chiński gimnastyk, dwukrotny mistrz świata.
Największym sukcesem zawodnika jest złoty medal mistrzostw świata w Londynie w konkurencji ćwiczeń na kółkach.

## Osiągnięcia
| Rok  | Zawody             | Miasto    | Miejsce | Konkurencja          | Punktacja |
| ---- | ------------------ | --------- | ------- | -------------------- | --------- |
| 2009 | Mistrzostwa świata | Londyn    | 1       | Ćwiczenia na kółkach | 15.675    |
| 2010 | Mistrzostwa świata | Rotterdam | 1       | Wielobój drużynowo   | 274.997   |
| 2010 | Mistrzostwa świata | Rotterdam | 2       | Ćwiczenia na kółkach | 15.616    |